# Малое и среднее предпринимательство Азербайджана
Малое и среднее предпринимательство Азербайджана — структурная часть экономики Азербайджана.

## История
Развитие частного предпринимательства в Азербайджане началось в 1990-х годах с обретением независимости и разрешением частного предпринимательства. 12 декабря 1992 года учреждён Национальный фонд поддержки предпринимательства. Учреждение этого фонда позволило малым и средним предприятиям воспользоваться льготными кредитами. Однако, до 2001 года данный механизм не работал должным образом.
27 августа 2002 года Национальный фонд поддержки предпринимательства был воссоздан. Началась выдача кредитов с более низкими процентными ставками в национальной валюте.
На 2015 год число малых предприятий во всех секторах экономики Азербайджана составило 196 327. 
178 163 из них являлись индивидуальными предпринимателями. По сравнению с 2014 годом в 2015 году число малых предпринимателей увеличилось на 9 429 человек.
На декабрь 2021 года в Азербайджане действовало 36 000 микро- и малых предприятий.

## Общие сведения
Малый и средний бизнес составляет 99,6 % действующих хозяйствующих субъектов Азербайджана. На апрель 2023 года в стране действовало 356 000 субъектов малого и среднего предпринимательства.
21 декабря 2018 года правительством Азербайджана утверждены критерии отнесения субъектов предпринимательской деятельности к субъектам микро-, малого, среднего и крупного бизнеса. Согласно данным критериям:
- субъекты микропредпринимательства — субъекты предпринимательства, доход которых составляет до 200 тыс. манат в год (включительно), среднесписочная численность работников не должна превышать 10 человек.
- субъекты малого предпринимательства — субъекты предпринимательства, доход которых составляет от 200 000 до 3 млн манат в год (включительно), среднесписочная численность работников — от 11 до 50 человек
- субъекты среднего предпринимательства — субъекты предпринимательства, доход которых составляет от 3 до 30 млн манат в  год (включительно), среднесписочная численность работников — от 51 до 250 человек
- субъекты крупного предпринимательства — субъекты предпринимательства, доход которых составляет от 30 млн манат в  год (включительно), среднесписочная численность работников — свыше 251 человек

К предпринимателям относят индивидуальных предпринимателей и юридические лица.
Индивидуальные предприниматели действуют в основном в секторе торговли. Лишь небольшое количество предпринимателей принимает участие в деятельности, которая требует высоких первоначальных инвестиций и предполагает получение прибыли в долгосрочной перспективе.
Агентство по развитию малого и среднего бизнеса выдаёт стартап-сертификаты для стартап проектов, которые освобождают от налога на прибыль сроком на три года, а также выдаёт кредиты до 20 000 манат микропредпринимателям. На октябрь 2023 года было выдано 105 стартап-сертификатов.
В 21 городе и районе Агентством открыты центры развития малого и среднего бизнеса.
Действуют Бакинский, Евлахский, Хачмазский дома малого и среднего бизнеса, которые по принципу единого окна предоставляют необходимые предпринимателям для деятельности государственные и частные услуги.
С 1 января 2025 года субъекты микропредпринимательства - физические лица с объёмом оборота до 45 000 манат в год освобождены от налога на 74 % полученных доходов. У данных предпринимателей должно быть не менее 3 работников и отсутствовать задолженность по обязательному государственному социальному страхованию. Льгота действует в определённом перечне сферы услуг.
При государственном регулировании ведения малого и среднего бизнеса с апреля 2007 года применяется система «единого окна». Этот принцип предусматривает государственную регистрацию предпринимателей, постановку на налоговый учёт и получение иных государственных услуг в одном государственном органе.
Также производится электронная регистрация. Для осуществления электронной регистрации создан портал электронного правительства.

## Количество
|                                                    | 2016             | 2016            | 2016    | 2017             | 2017            | 2017    |
| Всего                                              | Юридические лица | Физические лица | Всего   | Юридические лица | Физические лица |         |
| Общее количество                                   | 191 695          | 20 932          | 170 763 | 169 603          | 23 752          | 145 851 |
| Количество субъектов малого предпринимательства    | 187 598          | 16 835          | 170 763 | 165 386          | 19 535          | 145 851 |
| Колоичество субъектов среднего предпринимательства | 4 097            | 4 097           | -       | 4 217            | 4 217           | -       |

Среди экономических районов больше всего МСП действуют в городе Баку и Аранском экономическом районе.
| Экономические районы                     | 2016    | 2016              | 2016                | 2017    | 2017              | 2017                |
| Экономические районы                     | Всего   | Малые предприятия | Средние предприятия | Всего   | Малые предприятия | Средние предприятия |
| Всего                                    | 191 695 | 187 598           | 4097                | 169 603 | 165 386           | 4217                |
| Баку                                     | 75149   | 72815             | 2334                | 70222   | 67798             | 2424                |
| Апшеронский экономический район          | 14481   | 14279             | 202                 | 13222   | 12996             | 226                 |
| Гянджа-Газахский экономический район     | 21564   | 21263             | 301                 | 18810   | 18511             | 299                 |
| Шеки-Загатальский экономический район    | 11711   | 11554             | 157                 | 9571    | 9400              | 171                 |
| Ленкоранский экономический район         | 12123   | 11974             | 149                 | 9547    | 9381              | 166                 |
| Губа-Хачмазский экономический район      | 9385    | 9263              | 122                 | 7738    | 7611              | 127                 |
| Аранский экономический район             | 32315   | 31867             | 448                 | 26656   | 26208             | 448                 |
| Верхне-Карабахский экономический район   | 3273    | 3198              | 75                  | 2813    | 2737              | 76                  |
| Кельбаджар-Лачинский экономический район | 161     | 128               | 33                  | 157     | 125               | 32                  |
| Горно-Ширванский экономический район     | 5068    | 4975              | 93                  | 4332    | 4259              | 73                  |
| Нахичеванский экономический район        | 6465    | 6282              | 183                 | 6535    | 6360              | 175                 |

## Классификация
| Показатели          | Количество работников предприятия (чел) | Годовой оборот (манат)  |
| Малые предприятия   | менее 25                                | менее 200 000           |
| Средние предприятия | от 25 до 125                            | от 200 000 до 1 250 000 |
| Крупные предприятия | более 125                               | более 1 250 000         |

Государственный статистический комитет определил данную классификацию с учетом различных экономических областей:
| Категория предпринимательства                                                  | Кол-во работников | Годовой оборот (AZN) |
| Промышленность и строительство                                                 | < 50              | < 500 000            |
| Сельское хозяйство                                                             | < 25              | < 250 000            |
| Оптовая торговля                                                               | < 15              | < 1 000 000          |
| Розничная торговля, транспорт, услуги и другие виды экономической деятельности | < 10              | < 250 000            |